# فان جي
فان جي (25 أكتوبر 1976 - ) (بالصينية: 范洁) هي لاعبة كرة يد صينية. شاركت في الألعاب الأولمبية الصيفية 2004.

## وصلات خارجية
- فان جي على موقع أوليمبيديا (الإنجليزية)
- فان جي على موقع اللجنة الأولمبية الصينية (الإنجليزية)